# سوافومير وجستشوفسكي
سوافومير وجستشوفسكي (بالبولندية: Sławomir Wojciechowski)‏ هو لاعب كرة قدم بولندي في مركز الوسط، ولد في 6 سبتمبر 1973 في غدانسك في بولندا. شارك مع منتخب بولندا لكرة القدم. أما مع النوادي، فقد لعب مع بايرن ميونخ وليخيا غدانسك ونادي آراو.

## وصلات خارجية
- سوافومير وجستشوفسكي على موقع الاتحاد الدولي (مؤرشف)  (الإنجليزية)
- سوافومير وجستشوفسكي على موقع قاعدة بيانات كرة القدم.إي يو (الإنجليزية)
- سوافومير وجستشوفسكي على موقع بيانات كرة القدم. دي إي (الألمانية)